# لويو غيوري
لويو غيوري (بالكرواتية: Lujo Györy)‏ مواليد 28 مايو 1930 في زغرب، مملكة يوغوسلافيا - الوفاة 28 مارس 2012 في زغرب، كان لاعب كرة يد كرواتي سابق لعب كحارس مرمى. مثل منتخب يوغوسلافيا لكرة اليد.

## الإنجازات
- بطولة كرواتيا (2): 1956، 1961
- بطولة يوغوسلافيا لكرة اليد (3): 1961-62، 1962-1963، 1964-65